# فهرست تک‌آهنگ‌های رتبه اول ۱۰۰ آهنگ داغ بیلبورد (۲۰۱۹)
۱۰۰ آهنگ داغ بیلبورد (به انگلیسی: Billboard Hot 100) یک جدول است که بهترین عملکرد تک‌آهنگ‌های منتشر شده در ایالات متحده آمریکا را رتبه‌بندی می‌کند. داده‌ها بر اساس فروش تک‌آهنگ‌های فیزیکی و دیجیتالی و پخش دوره‌ای در یک هفته توسط نیلسن سانداسکن گردآوری و توسط مجله بیلبورد منتشر می‌شود.
در طول سال ۲۰۱۹ ، پانزده تک‌آهنگ برتر وجود داشت. از این پانزده تک آهنگ های برتر ، چهار همکاری داشتند در مجموع ، هجده اجرا با ده نفر از جمله سوئه لی (به عنوان یک تکنواز) ، بردلی کوپر, جوناس برادرز, لیل ناز اکس, بیلی ری سایرس, بیلی آیلیش, شان مندز, لیزو, لوئیس کاپالدی ، سلنا گومز و آریانا گرانده بودند.
ترانه جاده شهرک قدیمی اثر لیل ناز اکس بیشترین میزان حضور در رتبه اول ، که در جدول نوزده هفته پیشگام بود و با این کار ، این رکورد را به عنوان طولانی ترین آهنگ شماره یک در تاریخ بیلبورد شکست - رکوردی که قبلاً توسط شانزده هفته اجرای هر دو "یک روز شیرین" توسط ماریا کری بود شکسته شد.

## تاریخچه جدول

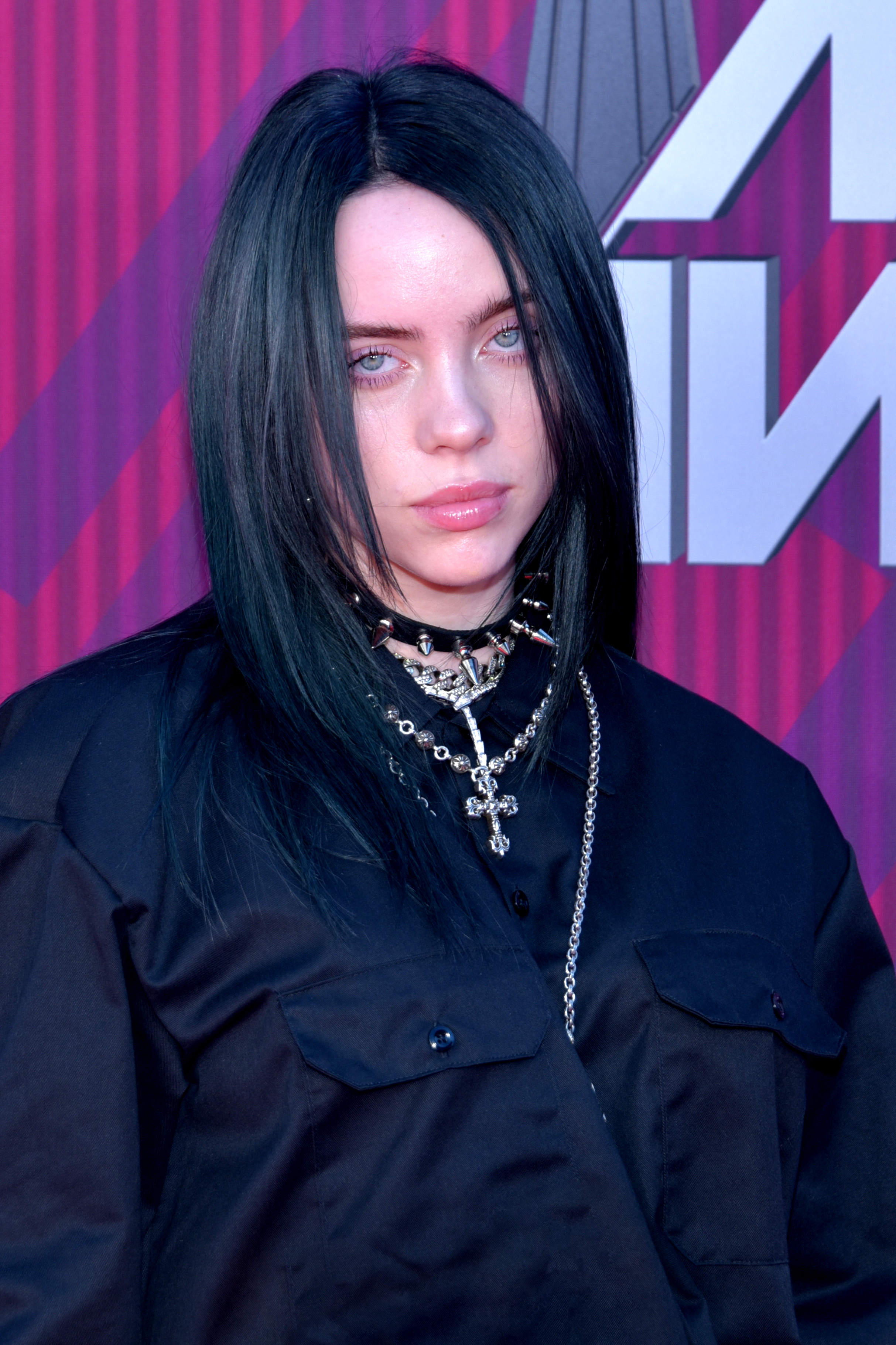
With "آدم بد (ترانه بیلی آیلیش)", بیلی آیلیش را به عنوان جوان ترین خواننده از سال ۲۰۱۳ پس از لرد (خواننده) اعلام کرد.

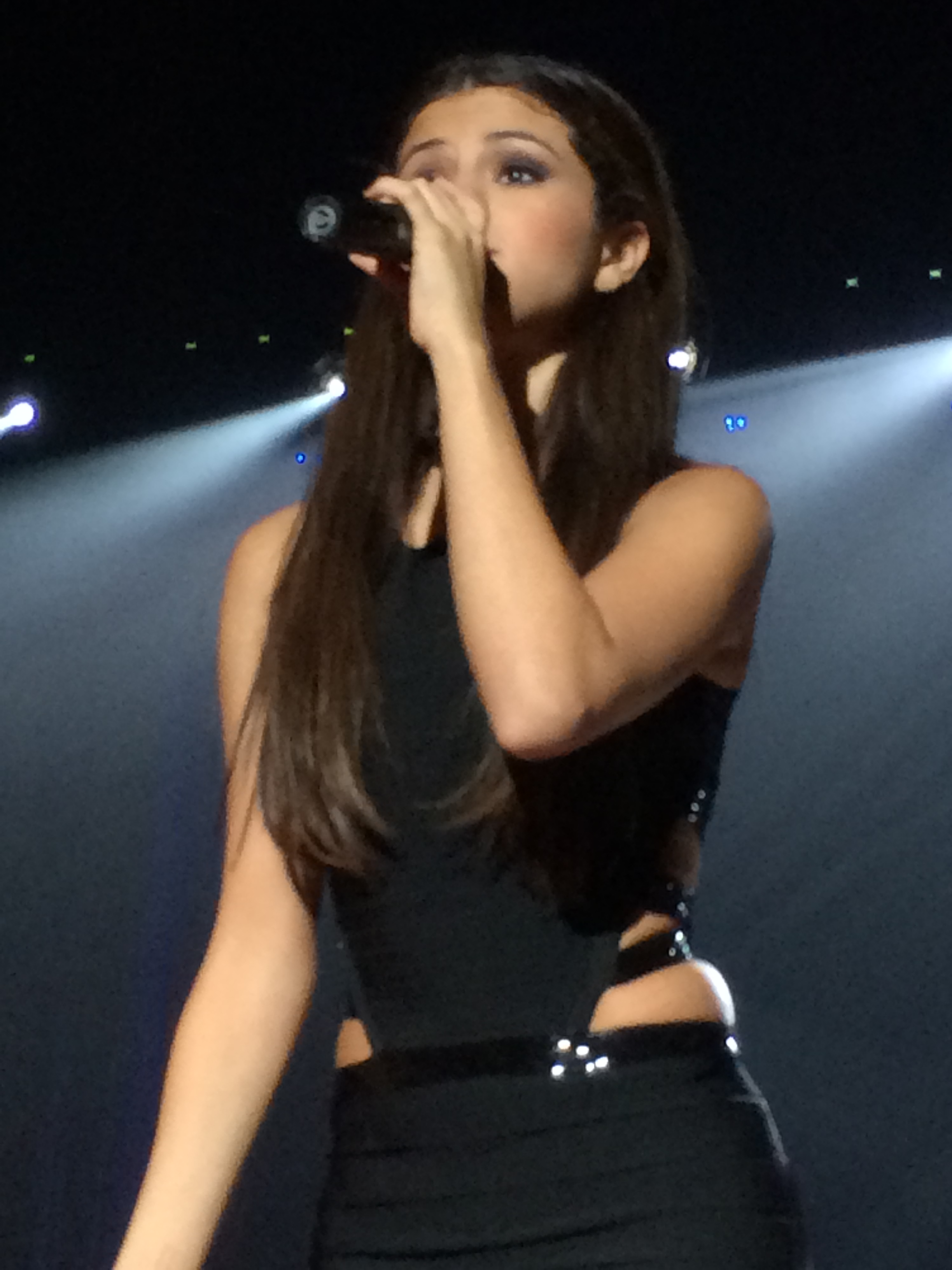
"تو را از دست دادم تا خودم را دوست داشته باشم" اثر سلنا گومز' به عنوان اولین ترانه از وی که در جدول برترین آهنگ ها قرار گرفت.

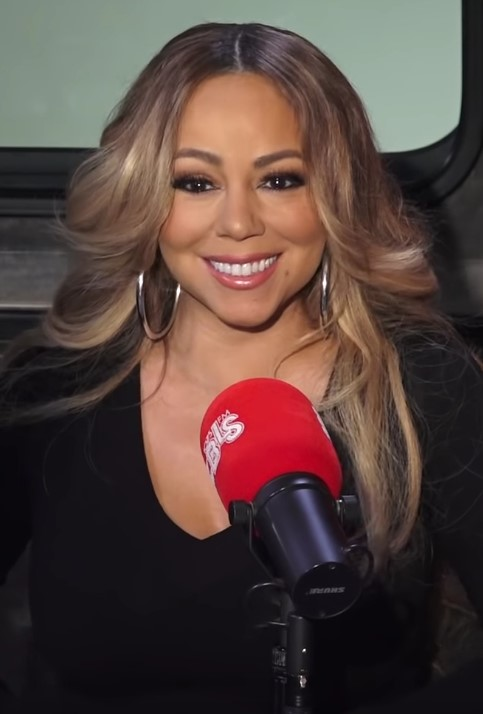
ترانه ماریا کری با عنوان "تمام چیزی که برای کریسمس می‌خواهم تو هستی" مقام اول را پس از ۲۵ سال برای وی به ارمغان آورد.

| Best performing song of 2019 | Indicates best-performing song of 2019 |

| شماره | تاریخ     | ترانه                                          | خوانده                      | منابع           |
| ----- | --------- | ---------------------------------------------- | --------------------------- | --------------- |
| re    | ژانویه ۵  | "ممنون، بعدی"                                  | آریانا گرانده               | [ ۳ ] [ ۴ ]     |
| 1081  | ژانویه ۱۲ | "بدون من"                                      | هالزی                       | [ ۵ ] [ ۶ ]     |
| 1082  | ژانویه ۱۹ | "آفتابگردان"                                   | پست مالون و سوئه لی         | [ ۷ ] [ ۸ ]     |
| re    | ژانویه ۲۶ | "بدون من"                                      | هالزی                       | [ ۹ ] [ ۱۰ ]    |
| ۱۰۸۳  | فوریه۲    | "۷ حلقه"                                       | آریانا گرانده               | [ ۱۱ ] [ ۱۲ ]   |
| ۱۰۸۳  | فوریه۹    | "۷ حلقه"                                       | آریانا گرانده               | [ ۱۳ ] [ ۱۴ ]   |
| ۱۰۸۳  | فوریه۱۶   | "۷ حلقه"                                       | آریانا گرانده               | [ ۱۵ ] [ ۱۶ ]   |
| ۱۰۸۳  | فوریه۲۳   | "۷ حلقه"                                       | آریانا گرانده               | [ ۱۷ ] [ ۱۸ ]   |
| ۱۰۸۳  | مارس۲     | "۷ حلقه"                                       | آریانا گرانده               | [ ۱۹ ] [ ۲۰ ]   |
| 1084  | مارس۹     | "کم‌عمق"                                        | لیدی گاگا و بردلی کوپر      | [ ۲۱ ] [ ۲۲ ]   |
| 1085  | مارس۱۶    | "ساکر"                                         | جوناس برادرز                | [ ۲۳ ] [ ۲۴ ]   |
| re    | مارس۲۳    | "۷ حلقه"                                       | آریانا گرانده               | [ ۲۵ ] [ ۲۶ ]   |
| re    | مارس۳۰    | "۷ حلقه"                                       | آریانا گرانده               | [ ۲۷ ] [ ۲۸ ]   |
| re    | آوریل ۶   | "۷ حلقه"                                       | آریانا گرانده               | [ ۲۹ ] [ ۳۰ ]   |
| ۱۰۸۶  | آوریل ۱۳  | "جاده شهرک قدیمی"                              | لیل ناز اکس                 | [ ۳۱ ] [ ۳۲ ]   |
| ۱۰۸۶  | آوریل ۲۰  | "جاده شهرک قدیمی"                              | لیل ناز اکس و بیلی ری سایرس | [ ۳۳ ] [ ۳۴ ]   |
| ۱۰۸۶  | آوریل ۲۷  | "جاده شهرک قدیمی"                              | لیل ناز اکس و بیلی ری سایرس | [ ۳۵ ] [ ۳۶ ]   |
| ۱۰۸۶  | می۴       | "جاده شهرک قدیمی"                              | لیل ناز اکس و بیلی ری سایرس | [ ۳۷ ] [ ۳۸ ]   |
| ۱۰۸۶  | می۱۱      | "جاده شهرک قدیمی"                              | لیل ناز اکس و بیلی ری سایرس | [ ۳۹ ] [ ۴۰ ]   |
| ۱۰۸۶  | می۱۸      | "جاده شهرک قدیمی"                              | لیل ناز اکس و بیلی ری سایرس | [ ۴۱ ] [ ۴۲ ]   |
| ۱۰۸۶  | می۲۵      | "جاده شهرک قدیمی"                              | لیل ناز اکس و بیلی ری سایرس | [ ۴۳ ] [ ۴۴ ]   |
| ۱۰۸۶  | ژوئن ۱    | "جاده شهرک قدیمی"                              | لیل ناز اکس و بیلی ری سایرس | [ ۴۵ ] [ ۴۶ ]   |
| ۱۰۸۶  | ژوئن ۸    | "جاده شهرک قدیمی"                              | لیل ناز اکس و بیلی ری سایرس | [ ۴۷ ] [ ۴۸ ]   |
| ۱۰۸۶  | ژوئن ۱۵   | "جاده شهرک قدیمی"                              | لیل ناز اکس و بیلی ری سایرس | [ ۴۹ ] [ ۵۰ ]   |
| ۱۰۸۶  | ژوئن ۲۲   | "جاده شهرک قدیمی"                              | لیل ناز اکس و بیلی ری سایرس | [ ۵۱ ] [ ۵۲ ]   |
| ۱۰۸۶  | ژوئن ۲۹   | "جاده شهرک قدیمی"                              | لیل ناز اکس و بیلی ری سایرس | [ ۵۳ ] [ ۵۴ ]   |
| ۱۰۸۶  | ژوئیه۶    | "جاده شهرک قدیمی"                              | لیل ناز اکس و بیلی ری سایرس | [ ۵۵ ] [ ۵۶ ]   |
| ۱۰۸۶  | ژوئیه۱۳   | "جاده شهرک قدیمی"                              | لیل ناز اکس و بیلی ری سایرس | [ ۵۷ ] [ ۵۸ ]   |
| ۱۰۸۶  | ژوئیه۲۰   | "جاده شهرک قدیمی"                              | لیل ناز اکس و بیلی ری سایرس | [ ۵۹ ] [ ۶۰ ]   |
| ۱۰۸۶  | ژوئیه۲۷   | "جاده شهرک قدیمی"                              | لیل ناز اکس و بیلی ری سایرس | [ ۶۱ ] [ ۶۲ ]   |
| ۱۰۸۶  | اوت۳      | "جاده شهرک قدیمی"                              | لیل ناز اکس و بیلی ری سایرس | [ ۶۳ ] [ ۶۴ ]   |
| ۱۰۸۶  | اوت۱۰     | "جاده شهرک قدیمی"                              | لیل ناز اکس و بیلی ری سایرس | [ ۶۵ ] [ ۶۶ ]   |
| ۱۰۸۶  | اوت۱۷     | "جاده شهرک قدیمی"                              | لیل ناز اکس و بیلی ری سایرس | [ ۶۷ ] [ ۶۸ ]   |
| 1087  | اوت۲۴     | "آدم بد (ترانه بیلی آیلیش)"                    | بیلی آیلیش                  | [ ۶۹ ] [ ۷۰ ]   |
| 1088  | اوت۳۱     | "سینوریتا"                                     | شان مندز و کامیلا کبیو      | [ ۷۱ ] [ ۷۲ ]   |
| ۱۰۸۹  | سپتامبر۷  | "حقیقت تلخه (ترانه)"                           | لیزو                        | [ ۷۳ ] [ ۷۴ ]   |
| ۱۰۸۹  | سپتامبر۱۴ | "حقیقت تلخه (ترانه)"                           | لیزو                        | [ ۷۵ ] [ ۷۶ ]   |
| ۱۰۸۹  | سپتامبر۲۱ | "حقیقت تلخه (ترانه)"                           | لیزو                        | [ ۷۷ ] [ ۷۸ ]   |
| ۱۰۸۹  | سپتامبر۲۸ | "حقیقت تلخه (ترانه)"                           | لیزو                        | [ ۷۹ ] [ ۸۰ ]   |
| ۱۰۸۹  | اکتبر ۵   | "حقیقت تلخه (ترانه)"                           | لیزو                        | [ ۸۱ ] [ ۸۲ ]   |
| ۱۰۸۹  | اکتبر ۱۲  | "حقیقت تلخه (ترانه)"                           | لیزو                        | [ ۸۳ ] [ ۸۴ ]   |
| 1090  | اکتبر ۱۹  | "بالاترین در اتاق"                             | تراویس اسکات                | [ ۸۵ ] [ ۸۶ ]   |
| re    | اکتبر ۲۶  | "حقیقت تلخه (ترانه)"                           | لیزو                        | [ ۸۷ ] [ ۸۸ ]   |
| 1091  | نوامبر۲   | "کسی که دوستش داشتی"                           | لوئیس کاپالدی               | [ ۸۹ ] [ ۹۰ ]   |
| 1092  | نوامبر۹   | "تو را از دست دادم تا خودم را دوست داشته باشم" | سلنا گومز                   | [ ۹۱ ] [ ۹۲ ]   |
| re    | نوامبر۱۶  | "کسی که دوستش داشتی"                           | لوئیس کاپالدی               | [ ۹۳ ] [ ۹۴ ]   |
| re    | نوامبر۲۳  | "کسی که دوستش داشتی"                           | لوئیس کاپالدی               | [ ۹۵ ] [ ۹۶ ]   |
| ۱۰۹۳  | نوامبر۳۰  | "دایره‌ها (ترانه)"                              | پست مالون                   | [ ۹۷ ] [ ۹۸ ]   |
| ۱۰۹۳  | دسامبر ۷  | "دایره‌ها (ترانه)"                              | پست مالون                   | [ ۹۹ ] [ ۱۰۰ ]  |
| 1094  | دسامبر ۱۴ | "قلب ندارم"                                    | د ویکند                     | [ ۱۰۱ ] [ ۱۰۲ ] |
| ۱۰۹۵  | دسامبر ۲۱ | "تمام چیزی که برای کریسمس می‌خواهم تو هستی"     | ماریا کری                   | [ ۱ ] [ ۱۰۳ ]   |
| ۱۰۹۵  | دسامبر ۲۸ | "تمام چیزی که برای کریسمس می‌خواهم تو هستی"     | ماریا کری                   | [ ۱۰۴ ] [ ۱۰۵ ] |